# Le Mayet-d’École
Le Mayet-d’École település Franciaországban, Allier megyében. Lakosainak száma 305 fő (2022. január 1.). Le Mayet-d’École Broût-Vernet, Escurolles, Jenzat, Saint-Germain-de-Salles és Saulzet községekkel határos.

## Népesség
A település népességének változása:
| Lakosok száma | 296  | 236  | 272  | 275  | 286  | 275  | 269  | 273  | 283  | 305  |
|               | 1968 | 1982 | 1990 | 2006 | 2013 | 2015 | 2017 | 2019 | 2020 | 2022 |